# Rausu
Rausu (羅臼町, Rausu-chō) est un bourg du district de Menashi, situé dans la sous-préfecture de Nemuro, sur l'île de Hokkaidō, au Japon.

## Géographie

### Situation
Le bourg de Rausu est situé sur la partie sud de la péninsule de Shiretoko, sur l'île de Hokkaidō, au Japon.

### Démographie
Au 31 mars 2015, la population de Rausu s'élevait à 5 576 habitants répartis sur une superficie de 397,72 km2.

### Climat
| Mois                                             | jan.       | fév.       | mars       | avril      | mai       | juin      | jui.      | août      | sep.      | oct.      | nov.      | déc.       | année      |
| ------------------------------------------------ | ---------- | ---------- | ---------- | ---------- | --------- | --------- | --------- | --------- | --------- | --------- | --------- | ---------- | ---------- |
| Température minimale moyenne (°C)                | −7,5       | −8,2       | −4,3       | −0,4       | 4,2       | 8,6       | 12,7      | 15        | 12,2      | 6,2       | 0,7       | −4,4       | 2,9        |
| Température moyenne (°C)                         | −4,5       | −4,8       | −1,1       | 2,9        | 7,8       | 11,5      | 15,4      | 17,8      | 15,7      | 10,1      | 4,1       | −1,4       | 6,1        |
| Température maximale moyenne (°C)                | −1,8       | −1,8       | 2          | 6,9        | 12,2      | 15,2      | 18,9      | 21,3      | 19,5      | 14,1      | 7,5       | 1,4        | 9,6        |
| Record de froid (°C) date du record              | −15,7 2013 | −17,3 2019 | −11,7 2021 | −10,1 2012 | −1,5 2008 | 1 2011    | 5,7 2015  | 8,7 2021  | 5,4 2013  | −1,9 2016 | −8,9 2016 | −13,4 2012 | −17,3 2019 |
| Record de chaleur (°C) date du record            | 7 2010     | 9,6 2010   | 13,9 2018  | 22,5 2018  | 29,4 2020 | 30,9 2010 | 30,7 2017 | 32,4 2007 | 28,9 2019 | 23,1 2017 | 19,2 2020 | 12,7 2008  | 32,4 2007  |
| Ensoleillement (h)                               | 88,3       | 117,3      | 139        | 153,1      | 164,9     | 128,4     | 114,7     | 108       | 124,6     | 134,8     | 104,8     | 93         | 1 473,2    |
| Précipitations (mm)                              | 89,7       | 66,6       | 93,9       | 111,7      | 144       | 119,4     | 125,4     | 200,5     | 204,7     | 214,1     | 150,7     | 133,8      | 1 657,1    |
| dont neige (cm)                                  | 149        | 119        | 95         | 38         | 2         | 0         | 0         | 0         | 0         | 1         | 30        | 114        | 545        |
| Nombre de jours avec précipitations              | 13,6       | 9          | 8,9        | 9,3        | 11,3      | 9,7       | 10,7      | 12,8      | 13,5      | 13,8      | 14,8      | 16,1       | 143,2      |
| dont nombre de jours avec précipitations ≥ 10 mm | 2,7        | 1,9        | 2,6        | 2,7        | 4,2       | 3,3       | 4,1       | 4,9       | 6         | 6,1       | 4,3       | 3,4        | 46,3       |
| Nombre de jours avec neige                       | 16,1       | 11,8       | 11,1       | 5,1        | 0,3       | 0         | 0         | 0         | 0         | 0,1       | 3,6       | 13,2       | 61,3       |

| Diagramme climatique                                  |              |           |              |            |              |               |             |               |              |             |              |
| J                                                     | F            | M         | A            | M          | J            | J             | A           | S             | O            | N           | D            |
| −1,8−7,589,7                                          | −1,8−8,266,6 | 2−4,393,9 | 6,9−0,4111,7 | 12,24,2144 | 15,28,6119,4 | 18,912,7125,4 | 21,315200,5 | 19,512,2204,7 | 14,16,2214,1 | 7,50,7150,7 | 1,4−4,4133,8 |
| Moyennes : • Temp. maxi et mini °C • Précipitation mm |              |           |              |            |              |               |             |               |              |             |              |